# Axos (Bank)
Axos oder Axos Bank ist eine 1999 gegründete US-amerikanische Bank. Sie hatte eine Bilanzsumme von 19,8 Milliarden US-Dollar (Stand März 2023). Hauptgeschäftsfeld sind Kredite für Einfamilien- und Mehrfamilienhäuser, kleine und mittlere Unternehmen und spezielle Finanzforderungen. Eigentümer ist das börsennotierte Unternehmen Axos Financial. der Gründungsname war bis 2014 Bank of Internet USA, da sie die erste Online-Bank der USA war. Danach firmierte sie unter BofI Federal Bank bis 2018.

## Geschichte
Die Axos Bank, ehemals Bank of Internet USA, wurde am 4. Juli 1999 von Jerry Englert, dem Gründer der Bank of Del Mar, und Gary Lewis Evans, dem damaligen Präsidenten der La Jolla Bank, gegründet. Die Bank gehörte zu den ersten digitalen Banken der Welt. Der 4. Juli 1999 als Starttermin wurde bewusst gewählt, weil er zeigte, dass die Bank an einem Tag geöffnet sein würde, an dem andere Banken wegen des Unabhängigkeitstages geschlossen waren, und weil die Internetbank die „Unabhängigkeit vom traditionellen Bankwesen“ repräsentierte.
Die Holdinggesellschaft der Bank, BofI Holding, Inc. wurde im Juli 1999 im US-Bundesstaat Delaware mit dem Ziel gegründet, eine internetbasierte Bank zu organisieren und zu eröffnen.
Im September 2013 erwarb die Bank 173 Mio. $ an Einlagen von der Principal Bank.
Im April 2014 erwarb die Bank das Bankgeschäft von H&R Block. Im Jahr 2018 wurde die Bank zum exklusiven Anbieter von H&R Blocks Rückerstattungskrediten.
Am 1. Oktober 2018 firmierte die BofI Holding in Axos Financial um und wechselte von der NASDAQ zur NYSE. Die Bank of Internet wurde in Axos Bank umbenannt
Im November 2018 erwarb die Axos Bank rund 3 Milliarden $ an Einlagen und 40.000 Kunden von der Nationwide Bank. Die beiden Unternehmen trafen eine Vereinbarung n, um die Kunden des jeweils anderen Unternehmens zu vermarkten.
Im März 2019 erwarb Axos Einlagen in Höhe von 175 Millionen $ von der MWABank.
Im August 2023 erwarb die Bank die Schiffsfinanzierungssparte der Bank of Clarke.
Im Dezember 2023 erwarb die Bank zwei Kredite von der FDIC mit einem unbezahlten Kapitalsaldo von 1,253 Mrd. $ und zahlte 63 % des Nennwerts.
Axos Financial, Inc. schloss das Jahr 2023 mit einer konsolidierten Bilanzsumme von ca. 21,6 Mrd. $ und verwaltetem Vermögen von rund 34,4 Mrd.$ ab.

## Geschäftstätigkeit
Die Bank hat vermögenden Privatpersonen größere ungesicherte Kredite gewährt, die andere Banken abgelehnt haben, wenn auch zu höheren Zinssätzen.
Im Jahr 2018 gewährte die Bank dem Arzt Kanodia, einem plastischen Chirurgen, ein Darlehen in Höhe von 180 Millionen Dollar für sein Haus in Bel Air.
Im Juli 2018 gewährte die Bank einen Kredit in Höhe von 40 Millionen Dollar für den Umbau einer hasidischen Synagoge in der Upper West Side von Manhattan.
Im Oktober 2018 vergab die Bank ein Baudarlehen in Höhe von 57 Millionen Dollar an Bridgeton Holdings, um den Umbau eines Bürogebäudes in Tribeca zum Walker Hotel abzuschließen.
Im März 2022 gewährte die Bank einem Unternehmen im Besitz von Donald Trump ein Hypothekendarlehen in Höhe von 100 Mio. USD, das durch den Trump Tower abgesichert war, trotz Warnungen vor unzuverlässigen Finanzen.